# ویکتور شارل آنو
ویکتور شارل آنو (انگلیسی: Victor Charles Hanot؛ ‏ ۶ ژوئیهٔ ۱۸۴۴ – ۲۸ اکتبر ۱۸۹۶) پزشک اهل فرانسه و از متخصصان کبد نامدار دوران خود بود.
وی دکترای پزشکی خود را در سال ۱۹۷۵ گرفت و استاد رشتهٔ پزشکی و سردبیر ژورنال علمی «آرشیو ژنرال دو مدیسین» بود. گفته می‌شود که او تأثیر عمده‌ای بر کارها و حرفهٔ اوگوستان نیکلا ژیلبر داشت. وی پژوهش‌های مهمی در زمینه سیروز و هماکروماتوز انجام داد و سیروز صفراوی را شرح داد که به افتخار خودش به «بیماری آنو» شهرت یافت. وی مقاله‌ای هم دربارهٔ «سیروز هیپرتروفیک» در سال ۱۸۷۵ منتشر نمود. نام او همچنین بر روی سندرم تروازیه-آنو-شوفار ماندگار شد؛ دیابتی است که در اثر تجمع بیش از حدِ آهن در کبد ایجاد می‌شود و به آن «دیابت برنزی» هم می‌گویند.
وی همچنین برندهٔ جوایزی همچون شوالیهٔ لژیون دونور شده است.